# Marx Reloaded
Marx Reloaded es un documental que examina de qué modo las ideas del filósofo y socialista alemán Karl Marx pueden ayudarnos a entender la crisis económica y financiera global del 2008. Escrita y dirigida por Jason Barker y protagonizada por Slavoj Zizek, Jacques Rancière, Antonio Negri y Michael Hardt.

## Sinopsis
Según la página oficial del documental, la crisis financiera que estalló en 2008 poco a poco ha devenido la recesión más grave en el último medio siglo. El Gobierno de EE. UU. destinó más de un billón de dólares a evitar la quiebra de su sistema bancario. Las consecuencias de la crisis en Europa y el resto del mundo aún son inciertas, y destapan múltiples interrogantes: ¿Es esta crisis un efecto colateral del libre mercado, o su origen obedece a otras causas? ¿Cuáles serán sus probables efectos en nuestra sociedad, nuestra economía y nuestro modo de vida? ¿Nos adentramos sin saberlo en una nueva era poscapitalista?
A lo largo de Marx Reloaded, una serie de filósofos, artistas y activistas políticos tratan de arrojar luz sobre estas y otras cuestiones, reivindicando la óptica marxista como instrumento certero para comprender la realidad socioeconómica. El documental incluye entrevistas a destacados filósofos e ideólogos marxistas, como:  Norbert Bolz, Micha Brumlik, John Gray, Michael Hardt, Antonio Negri, Nina Power, Jacques Rancière, Peter Sloterdijk, Alberto Toscano y Slavoj Zizek. Como contrapunto, también hay entrevistas a pensadores críticos con este resurgimiento del marxismo, así como secuencias cómicas de animación que narran las aventuras de Marx a través del "matrix" de sus propias ideas.